# Клінч

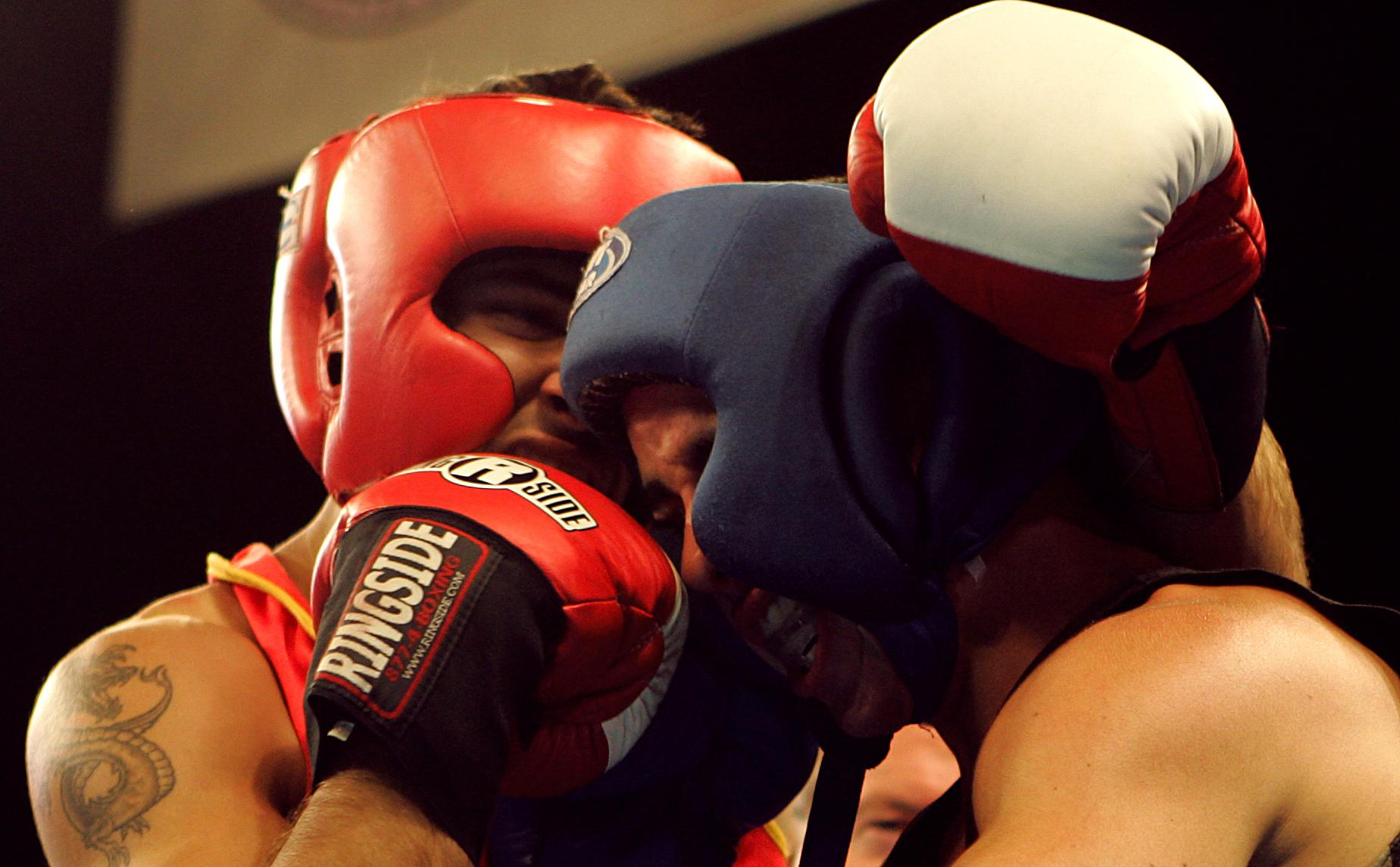
Боксерський клінч.

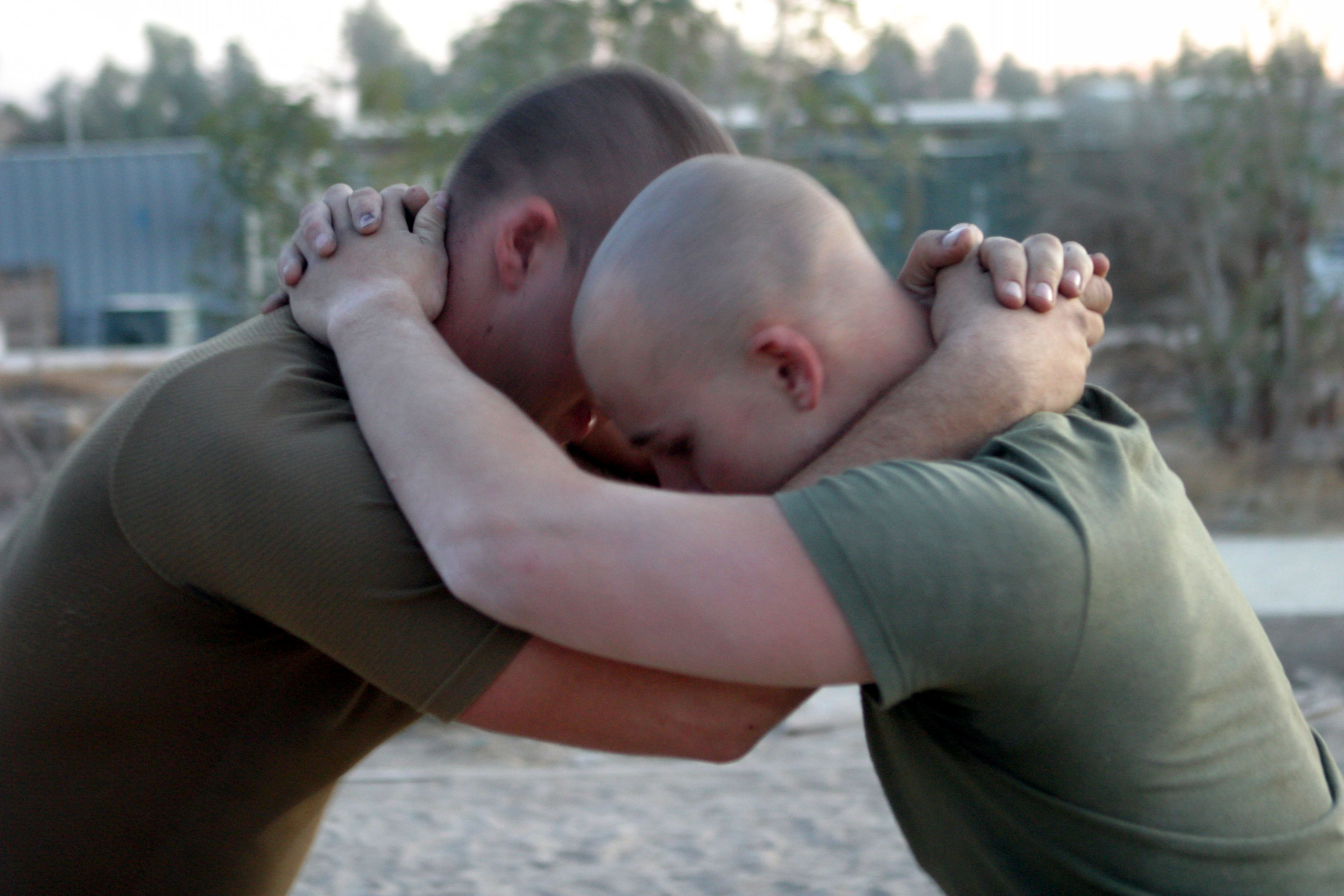
Симетричний тайський клінч.

Клінч (англ. clinch — «затискання») — розповсюджена техніка утримання супротивника в спортивних єдиноборствах. Різноманітні види клінчу застосовуються в боротьбі, боксі, кікбоксингу, муай тай, змішаних бойових мистецтвах тощо.
Залежно від виду спорту і прийнятих в ньому правил, утримання в клінчі являє собою:
- захоплення обома руками тулуба супротивника за плечі або з руками (застосовується в боксі);
- захоплення обома руками тулубу супротивника під руками (застосовується в кікбоксингу);
- захоплення обома руками шиї супротивника (застосовується в муай тай);
- комбінування і варіювання наведених технік (застосовується в боротьбі і змішаних бойових мистецтвах).

Залежно від обраної стратегії та наявних правил, клінч застосовується бійцями у наступі (для проведення кидка чи завдавання удару), в обороні (для обмеження рухливості суперника), а також для відпочинку.
Утримання суперника в клінчі однією рукою і одночасне завдавання ударів другою рукою заведено називати «брудним боксом» (від англ. dirty boxing). Така техніка є забороненою в боксі, кікбоксингу і боротьбі, проте вона дозволена в змішаних бойових мистецтвах.